# Elgin (Arizona)
Elgin è una località degli Stati Uniti d'America, situata nella contea di Santa Cruz, nello stato dell'Arizona.